# Ben Wallace (político)
Robert Ben Lobban Wallace (Londres - 15 de maio de 1970) é um político e ex-militar britânico que serviu como Secretário de Estado para a Defesa do Reino Unido de julho de 2019 e a agosto de 2023, sendo também membro do Parlamento (MP) por Wyre e Preston North, anteriormente Lancaster e Wyre, desde 2005.
Antes de se tornar um MP, ele foi um membro da lista conservadora do Parlamento Escocês (MSP) para o Nordeste da Escócia de 1999 a 2003. Ele renunciou em 2003 e se mudou para Lancashire enquanto buscava a seleção para um distrito eleitoral de Westminster na Inglaterra. Após a eleição como deputado e depois de servir como backbencher por quase cinco anos, foi nomeado Secretário Particular Parlamentar do Secretário de Estado da Justiça, Ken Clarke, de 2010 a 2014. Wallace foi então feito um chicote de julho de 2014 a maio de 2015. Após as eleições gerais de 2015 e a formação do governo majoritário de Cameron, tornou -se Subsecretário de Estado Parlamentar do Escritório da Irlanda do Norte. Em 2016, foi nomeado Ministro de Estado da Segurança e Crime Económico por Theresa May, mantendo-se no cargo até deixar o cargo em julho de 2019. Apoiador de Boris Johnson, Wallace foi promovido ao cargo de secretário de Estado da Defesa, depois que Johnson se tornou primeiro-ministro.
Antes da política, ele ocupou o posto de capitão da Guarda Escocesa, um regimento do Exército Britânico.

## Biografia
Wallace nasceu em 15 de maio de 1970 em Farnborough, Inglaterra. Seu pai era um soldado da 1ª Guarda do Dragão do Rei e serviu na Malásia.
Wallace foi educado em Millfield, uma escola independente em Somerset. Enquanto estava na escola, ele participou de um curso de jovens oficiais para os Royal Scots Dragoon Guards, e depois de deixar a escola foi entrevistado pelo Conselho de Comissões Regulares, depois passou algum tempo como instrutor de esqui na Escola Nacional de Esqui Austríaca na vila. de Alpbach na Áustria.

## Carreira militar
Depois de treinar como cadete na Real Academia Militar de Sandhurst, em junho de 1991, Wallace foi comissionado na Guarda Escocesa como segundo-tenente, com uma comissão de serviço curta. De 1991 a 1998, ele serviu na Alemanha, Chipre, Belize e Irlanda do Norte. Em abril de 1993, ele foi promovido a tenente, e também em 1993 foi mencionado em despachos, por um incidente na Irlanda do Norte em que a patrulha que ele comandava capturou toda uma unidade de serviço ativo do IRA tentando realizar uma ataque a bomba contra as tropas britânicas. Em 1996 foi promovido a Capitão e em junho de 1998 transferido da Lista Ativa para a Reserva de Oficiais do Exército Regular, com uma curta comissão de serviço como Capitão.

## Carreira política

### Parlamento Escocês
Wallace entrou na política depois de deixar o exército, citando como razão para esta decisão a experiência que tinha comandando homens de algumas das áreas economicamente mais desfavorecidas do Reino Unido, que ele afirmou que poderia ser melhorada promovendo uma sociedade mais aspiracional. Wallace tornou-se um membro conservador do Parlamento Escocês em 1999, como uma lista MSP para o Nordeste da Escócia. Ele renunciou em 2003, enquanto buscava a seleção para um distrito eleitoral de Westminster, na Inglaterra. Wallace foi o porta-voz da saúde dos conservadores escoceses durante esse período.
De 2003 a 2005, foi diretor no exterior da empresa aeroespacial QinetiQ, a antiga Agência de Avaliação e Pesquisa de Defesa (DERA) do Reino Unido.

### Membro do Parlamento do Reino Unido
Foi eleito deputado pelo distrito eleitoral de Lancaster e Wyre nas eleições gerais de 2005. Ele obteve 22.266 votos, com maioria de 4.171 (8,0%), conquistando a cadeira do Partido Trabalhista. O círculo eleitoral foi abolido para as eleições gerais de 2010; Wallace foi eleito deputado pela nova sede de Wyre e Preston North com 26.877 votos e uma maioria de 15.844 (30,9%). Wallace foi reeleito nas eleições gerais de 2015, 2017 e 2019, com maiorias sugerindo um assento seguro para ele e seu partido.
De 2005 a 2010 Wallace foi membro do Comitê Seleto de Assuntos Escoceses. De 2006 a 2010, Wallace foi o Ministro de Estado das Sombras da Escócia. Ele foi presidente do Grupo Parlamentar Britânico-Irã de 2006 a 2014. Em 13 de novembro de 2008, Wallace foi premiado Ativista do Ano nos prêmios Spectator /Threadneedle Parliamentarian, por seu trabalho promovendo a transparência das despesas dos parlamentares.
Apoiou a permanência do Reino Unido na União Europeia (UE) antes do referendo de 2016. Ele votou a favor do acordo de retirada do Brexit da então primeira-ministra Theresa May no início de 2019 e votou contra qualquer referendo sobre um acordo de retirada do Brexit.

### Secretário de Estado da Defesa

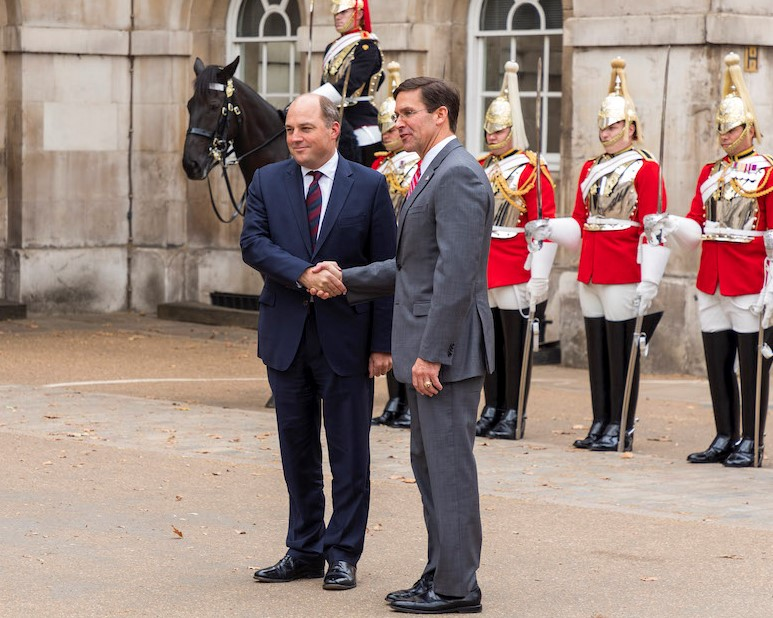
Wallace (à esquerda) reunido com o secretário de Defesa dos Estados Unidos, Mark Esper, na Horse Guards, em setembro de 2019

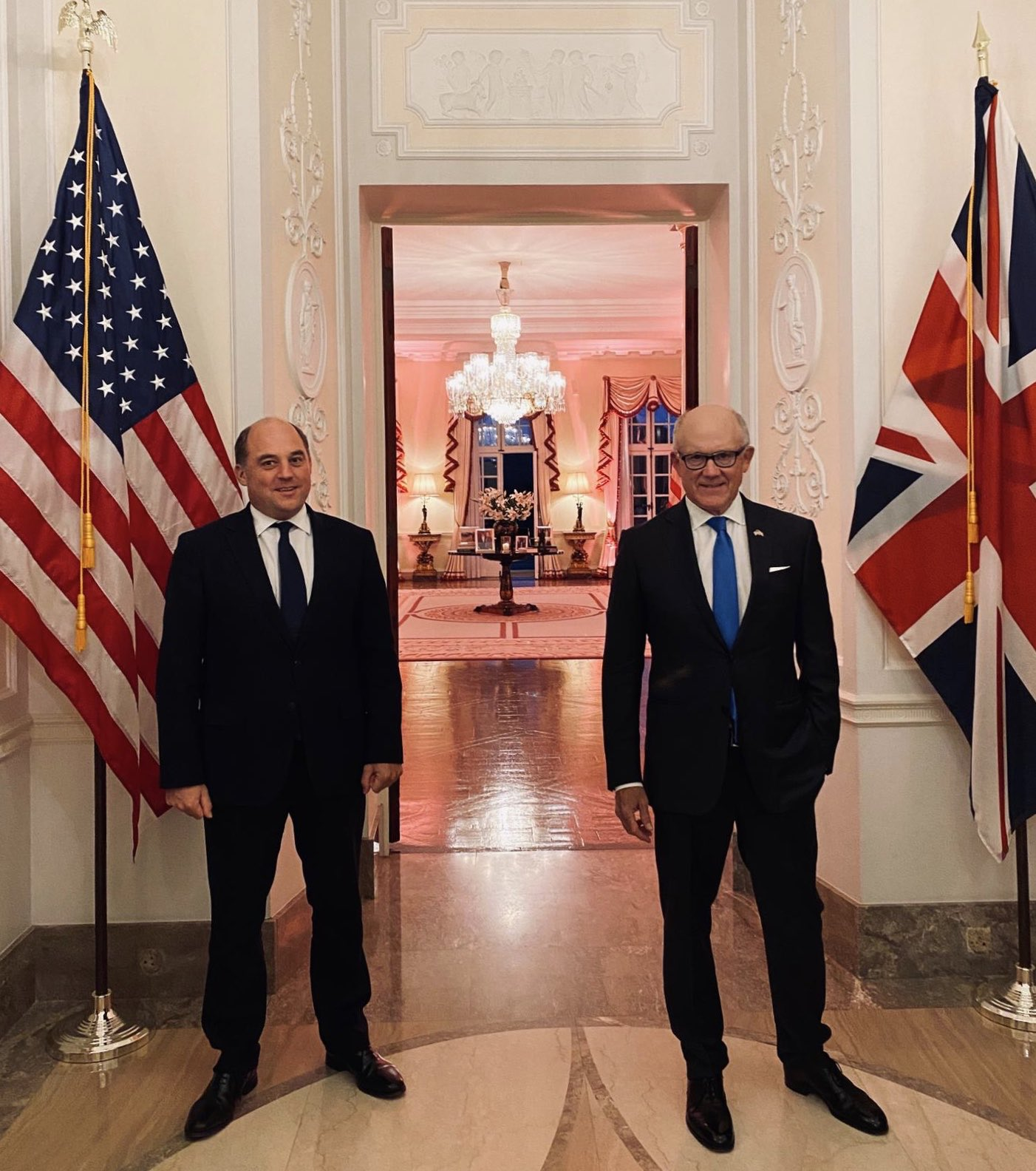
Wallace com o embaixador dos EUA no Reino Unido Woody Johnson em setembro de 2020

Em 24 de julho de 2019, Wallace foi nomeado Secretário de Estado da Defesa pelo primeiro-ministro Boris Johnson, sucedendo Penny Mordaunt. Em agosto de 2019, ele foi ouvido discutindo a polêmica prorrogação do primeiro-ministro Johnson com Florence Parly, a ministra francesa das Forças Armadas. Wallace sugeriu que o motivo da prorrogação do parlamento por cinco semanas era impedir que os parlamentares bloqueassem os planos do governo para o Brexit, e não a posição oficial do governo de que era para introduzir uma nova agenda legislativa. O governo respondeu aos seus comentários afirmando que ele havia "falado errado". Esta prorrogação foi posteriormente considerada ilegal pelo Supremo Tribunal em 24 de setembro de 2019.
Ele se encontrou com o ministro da Defesa russo, Sergei Shoigu, em 11 de fevereiro de 2022. No dia seguinte, Wallace disse que uma invasão russa da Ucrânia era "altamente provável", e os cidadãos britânicos estavam sendo instruídos pelo Ministério das Relações Exteriores a evacuar enquanto os meios comerciais ainda estivessem disponíveis. O embaixador da Ucrânia no Reino Unido, Vadym Prystaiko, disse que a comparação de Wallace dos esforços diplomáticos com a Rússia às políticas de apaziguamento da década de 1930 foi inútil, dizendo que agora é o momento errado para "ofender nossos parceiros". Em fevereiro de 2022, Wallace foi filmado dizendo que os Guardas Escoceses "chutaram o traseiro" de Nicolau I da Rússia na Guerra da Crimeia, e poderiam fazê-lo novamente.
Em 21 de março de 2022, imagens recortadas de Wallace em um trote dos brincalhões russos Vovan e Lexus foram divulgadas online. A dupla, suspeita pelos críticos de ligações com serviços de segurança russos ou de serem atores estatais russos, se fez passar pelo primeiro-ministro ucraniano Denys Shmyhal dizendo que a Ucrânia desejava promover seu próprio dissuasor nuclear para se proteger da Rússia, uma falsa afirmação feita pelo Governo russo durante a Guerra Russo-Ucraniana e a invasão da Ucrânia. Acreditava-se que Wallace estava em uma ligação do Microsoft Teams com a dupla por dez minutos. Naquele dia, Wallace anunciou planos para reduzir o tamanho estabelecido do exército britânico em quase dez mil.

## Vida pessoal
Wallace casou-se com Liza Cooke em 2001; o casal tem dois filhos e uma filha. A sua mulher trabalhou como assistente parlamentar a tempo parcial no seu gabinete até 30 de abril de 2019. Eles se conheceram quando ela era pesquisadora no Parlamento escocês e Wallace era um MSP, vive em Lancashire e Londres. Fora da política, ele lista suas recreações como esqui, vela, rugby e corridas de cavalos. Ele é um membro do clube Third Guards.